# حارة الغول (صنعاء)

تعديل مصدري - تعديل

حارة الغول هي إحدى حارات حي العفيف بمديرية السبعين إحد مديريات العاصمة اليمنية صنعاء، بلغ تعداد سكانها 2287 نسمة حسب تعداد اليمن لعام 2004.